# Stefan Mękarski
Stefan Mękarski, ps. „Józef Rudnicki” (ur. 8 marca 1895 we Lwowie, zm. 22 marca 1985 w Londynie) – polski bibliotekarz, polityk, publicysta, historyk, działacz emigracyjny.

## Życiorys

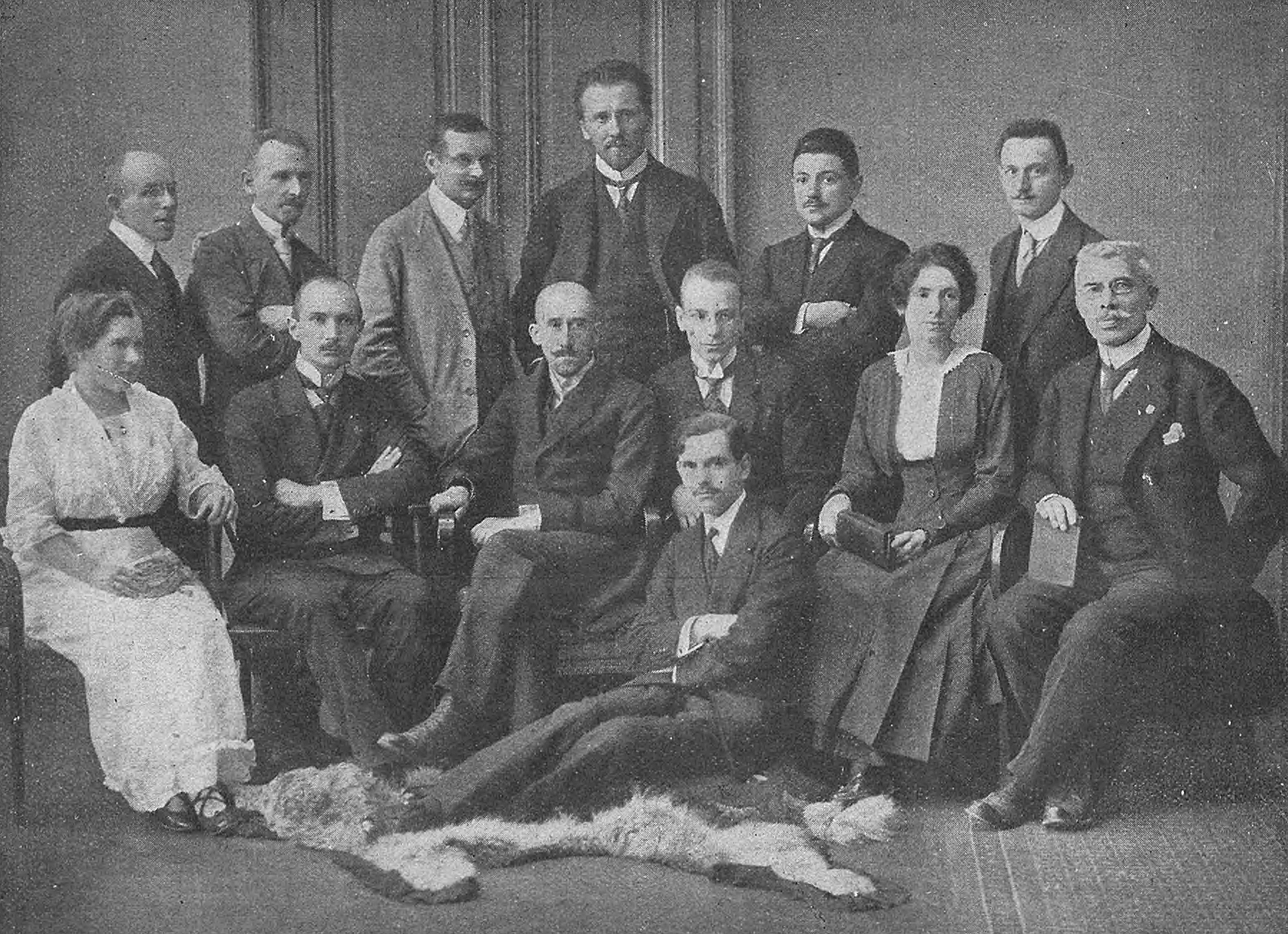
Zarząd Polskiego Archiwum Wojennego w 1915. Na podłodze siedzi Stefan Mękarski

Urodził się 8 marca 1895 we Lwowie. Był synem Zygmunta i Jadwigi z domu Kowalskiej. Uczył się w szkole ewangelickiej we Lwowie. W 1913 ukończył VIII klasę i zdał egzamin dojrzałości w oddziałach równorzędnych C.K. IV Gimnazjum we Lwowie (w jego klasie był m.in. Jan Rogowski). Podjął studia polonistyczne na Wydziale Filozoficznym Uniwersytetu Lwowskiego, które ukończył już na polskim Uniwersytecie Jana Kazimierza we Lwowie w 1920. W międzyczasie studiował w Wiedniu. Na UJK uzyskał stopień naukowy doktora filozofii. na podstawie pracy pt. Znaczenie „Biblioteki Warszawskiej” w rozwoju umysłowości polskiej po roku 1831 w zaborze rosyjskim. Z wykształcenia był historykiem literatury.
Należał do Organizacji Młodzieży Niepodległościowej „Zarzewie”, we Lwowie współorganizował skauting i Polskie Drużyny Strzeleckie we Lwowie. Był członkiem Ligi Narodowej. Podczas I wojny światowej w 1915 w Wiedniu został członkiem zarządu Polskiego Archiwum Wojennego. W 1917 służył w armii austriackiej w szeregach 80 pułku piechoty, zwolniony ze służby jako inwalida wojenny. U kresu I wojny światowej w listopadzie 1918 brał udział w obronie Lwowa w ramach wojny polsko-ukraińskiej. Służył w Brygadzie Lwowskiej, przydzielony do Komendy Miasta i powiatu Lwów. Po oswobodzeniu miasta przez Polaków 24 listopada 1918 został mianowany podporucznikiem. Od końca listopada do połowy grudnia 1918 był adiutantem, potem oficerem ordynansowym Od czerwca do września 1919 służył przy dowództwie 5 Dywizji Piechoty. Od lipca do października 1920 był żołnierzem w Dowództwie Małopolskich Oddziałów Armii Ochotniczej. W Wojsku Polskim został zweryfikowany w stopniu podporucznika rezerwy piechoty ze starszeństwem z dniem 1 czerwca 1923. W 1923, 1924 był oficerem rezerwowym 76 pułku piechoty z Grodna. Później został zweryfikowany jako podporucznik rezerwy pospolitego ruszenia piechoty ze starszeństwem z dniem 1 czerwca 1923. W 1934 był przydzielony do Oficerskiej Kadry Okręgowej nr VI i pozostawał wówczas w ewidencji Powiatowej Komendy Uzupełnień Lwów Miasto
W niepodległej II Rzeczypospolitej od 1919 pracował w Bibliotece Uniwersytetu Jana Kazimierza we Lwowie, początkowo jako praktykant, od 1920 jako asystent, od 1921 jako bibliotekarz naukowy, od 1922 jako starszy bibliotekarz, później jako kustosz.. Działał w redakcji lwowskiego dziennika „Słowo Polskie”, w którym od 1926 był zastępcą redaktora naczelnego. Udzielał się także na polu politycznym. Z przekonań sytuował się w środowisku endeckim. Był współzałożycielem Zespołu Stu, powołanego w 1923. Po przewrocie majowym z 1926, wraz z przejściem tegoż ruchu na stronę sanacyjną, został działaczem Bezpartyjnego Bloku Współpracy z Rządem. 13 lutego 1931 objął po Zdzisławie Lechnickim mandat posła na Sejm RP III kadencji (1930–1935). Należał do sejmowych Komisji Administracji oraz Komisji Robót Publicznych. Zasiadał w klubie BBWR. W wyborach samorządowych 1934 uzyskał mandat radnego Rady Miasta Lwowa z ramienia listy nr 1 (prorządowej). Pełniąc mandat radnego Rady Miasta Lwowa, po zaprzysiężeniu na urząd prezydenta Lwowa dr. Stanisława Ostrowskiego, został wybrany delegatem rady do komitetu nagrody literackiej im. Kornela Ujejskiego. Współredagował zapis konstytucji kwietniowej z 1935
Po wybuchu II wojny światowej w 1939 uczestniczył w kampanii wrześniowej. Następnie przedostał się na Zachód, przez Francję trafił do Anglii. Po wojnie pozostał na emigracji w Wielkiej Brytanii, zamieszkując w Londynie. Był współzałożycielem Instytutu Badania Zagadnień Krajowych. Zasiadał w emigracyjnej Radzie Narodowej RP kadencji: VI (1951–1953) i V (1973–1978) (z ramienia Ligi Niepodległości Polski). Był współzałożycielem powołanego w 1960 Koła Lwowian w Londynie, jego działaczem oraz redaktorem organu prasowego tegoż – „Biuletynu”. Redagował także organ Ligi Niepodległości, „Za Wolność i Niepodległość”. Publikował także w „Dzienniku Polskim i Dzienniku Żołnierza”. Był członkiem Polskiego Towarzystwa Naukowego na Obczyźnie. Publikował prace, głównie o charakterze historycznym (opisywał dzieje Lwowa i Kresów Wschodnich), zarówno w języku polskim jak i angielskim, posługując się pseudonimem „Józef Rudnicki”. Na emigracji pozostawał orędownikiem sprawy powrotu Lwowa do wolnej Polski. Był jednym z najbardziej bezkompromisowych krytyków panującej w PRL sytuacji społeczno-gospodarczej, a zarazem zmian w łonie historiografii Polski Ludowej.
Zmarł 22 marca 1985 w Londynie. Został pochowany na tamtejszym cmentarzu Gunnersbury. Był żonaty z Józefą z domu Rudnicką (1897–1978), doktor filozofii, geograf, działaczka harcerska i emigracyjna, żołnierz AK. Ich córką była Barbara Stefania Mękarska-Kozłowska (zm. 1990), pisarka, dziennikarka.

## Wybrane publikacje
- Zagadnienie zmiany ustroju: referat wygłoszony na zebraniu klubu „Zespołu stu” 18 lutego 1929 r., Lwów: Bibljoteka Zespołu Stu 1929.
- Obowiązki i prawa obywatelskie : referat wygłoszony na posiedzeniu Komisji Konstytucyjnej Sejmu R.P. dn. 9.III.1933 r., Warszawa 1933.
- Sowietyzacja kulturalna Polski, Londyn: Instytut Bliskiego i Środkowego Wschodu „Reduta” 1949.
- Prawda o kraju. Referat wygłoszony na Zjeździe Ligi Niepodległości Polski w dniu 26 listopada 1949 r. w Londynie, Londyn: Wydaw. czas. „Za Wolność i Niepodległość” 1950.
- Przewrót obcy w kulturze polskiej,  Londyn: Gryf Publ. 1952
- Contest against idealism behind the iron curtain : (cultural upheavals in the countries behind the iron curtain and their implications for the future), London 1953.
- Partia i nauka, Londyn: Instytut Badania Zagadnień Krajowych 1963.
- Partyjni historycy o Tysiącleciu, Londyn 1966.
- Reforma szkolnictwa w „Polsce Ludowej”, Londyn 1967.
- 150 lat Ossolineum : odczyt wygłoszony w Londynie na zebraniu Polskiego Towarzystwa Historycznego w W. Brytanii i Polskiego Towarzystwa Naukowego na Obczyźnie w dniu 23 lutego 1968, Londyn 1968.
- Dyktatura komunistów w szkolnictwie wyższym, Londyn 1968.
- Die Südostgebiete Polens zur Zeit der deutschen Besatzung (Juni 1941 bis Juni 1943): Verwaltung und Nationalitätenprobleme, Wiesbaden: Otto Harrassowitz 1968.
- Marksizm-leninizm na wyższych uczelniach,  Londyn 1969.
- Z dziejów Uniwersytetu Jana Kazimierza w okresie niepodległości 1919–1939 w: Kongres współczesnej nauki i kultury polskiej na obczyźnie, Londyn 1970[22].
- Lwów. Karta z dziejów Polski, wyd. 3, Londyn: Koło Lwowian 1982.
- (pod pseudonimem Józef Rudnicki) Ziemia Czerwieńska pod okupacją niemiecką czerwiec 1941–czerwiec 1943, oprac. naukowa Janusz Gmitruk, Adam Koseski, Pułtusk: Wyższa Szkoła Humanistyczna - Warszawa: Muzeum Historii Polskiego Ruchu Ludowego 2001.
- Zapiski z Rothesay 1940–1942, w oprac. red. Arkadiusza Adamczyka,  Piotrków Trybunalski: Naukowe Wydawnictwo Piotrkowskie 2003.
- Czesław Mączyński w: Obrona Lwowa. 1–22 listopada 1918. Tom 2. Źródła do dziejów walk o Lwów i województwa południowo-wschodnie 1918–1920. Relacje uczestników (red. Jarosław Waniorek), Warszawa, 1993[23].

## Ordery i odznaczenia
- Krzyż Komandorski Orderu Odrodzenia Polski (20 marca 1979)[24]
- Krzyż Oficerski Orderu Odrodzenia Polski (3 października 1935)[25]
- Krzyż Kawalerski Orderu Odrodzenia Polski[1]
- Medal Niepodległości (9 listopada 1933)[26]
- Krzyż Obrony Lwowa[1]
- Odznaka pamiątkowa „Orlęta”[1]
- Złota odznaka honorowa Koła Lwowian w Londynie (1970)[27]